# Olszyniec (przystanek kolejowy)
Olszyniec – zamknięty i zlikwidowany w 1980 roku przystanek osobowy w Olszyńcu, w Polsce, w województwie dolnośląskim, w powiecie wałbrzyskim, w gminie Walim. Przystanek został otwarty w 1945 roku przez Polskie Koleje Państwowe.